# دریک کیلمر
دریک کیلمر (به انگلیسی: Derek Kilmer) نمایندهٔ حوزه انتخابیه ششم واشینگتن از حزب دموکرات ایالات متحده آمریکا در مجلس نمایندگان ایالات متحده آمریکا است که برای نخستین‌بار در ۶ ژانویه ۲۰۱۳ میلادی به‌عضویت این مجلس درآمد.